# Paranemastoma bureschi
Espèce
Synonymes
- Nemastoma bureschi Roewer, 1926
- Nemastoma tunetanum Roewer, 1951

Paranemastoma bureschi est une espèce d'opilions dyspnois de la famille des Nemastomatidae.

## Distribution
Cette espèce se rencontre en Bulgarie et en Serbie.

## Description
Le syntype mesure 3,5 mm.
Les mâles mesurent de 1,8 à 2,9 mm et les femelles de 2,3 à 3,2 mm.

## Systématique et taxinomie
Cette espèce a été décrite sous le protonyme Nemastoma bureschi par Roewer en 1926. Elle est placée  dans le genre Crosbycus par Roewer en 1951, dans le genre Buresiolla par Šilhavý en 1966 puis dans le genre Paranemastoma par Staręga en 1976.
Nemastoma tunetanum a été placée en synonymie par Schönhofer en 2013.

## Étymologie
Cette espèce est nommée en l'honneur d'Ivan Yosifov Buresh.

## Publication originale
- Roewer, 1926 : « Opilioniden aus Höhlen des Balkan-Gebirges (Arachn.). » Entomologische Mitteilungen, vol. 15, p. 299–302.